# Christian Henry Pozer
Pour l’article homonyme, voir Pozer.
Christian Henry Pozer (26 décembre 1835-18 juillet 1884) est un avocat et homme politique provincial et fédéral du Québec.

## Biographie
Né à Saint-Georges d'Aubert-Gallion dans le Bas-Canada, Christian Henry Prozer devient membre du Barreau du Bas-Canada en 1860. En 1863, il tente de devenir député de Beauce à l'Assemblée législative de la province du Canada pour le compte du Parti libéral du Québec mais sera défait. Il est élu en 1867 à l'Assemblée législative du Québec et réélu en 1871 en Beauce. Il démissionne en 1874.
Simultanément à son mandat provincial, il devient député fédéral de Beauce sous la bannière libérale en 1867. Réélu en 1872 et en 1874, il démissionne en 1876 après avoir accepté le poste de sénateur de la division de Lauzon sur recommandation d'Alexander Mackenzie. Il demeure en fonction sous la bannière nationaliste jusqu'à son décès en 1884.
Il est le petit-fils du loyaliste et colonisateur de la région de la Beauce George Pozer.

## Hommages
La Rivière Pozer a été nommée en son honneur.